# Villa Alemana
Villa Alemana is een gemeente in de Chileense provincie Marga Marga in de regio Valparaíso. Villa Alemana telde 126.548 inwoners in 2017 en heeft een oppervlakte van 97 km².

## Galerij

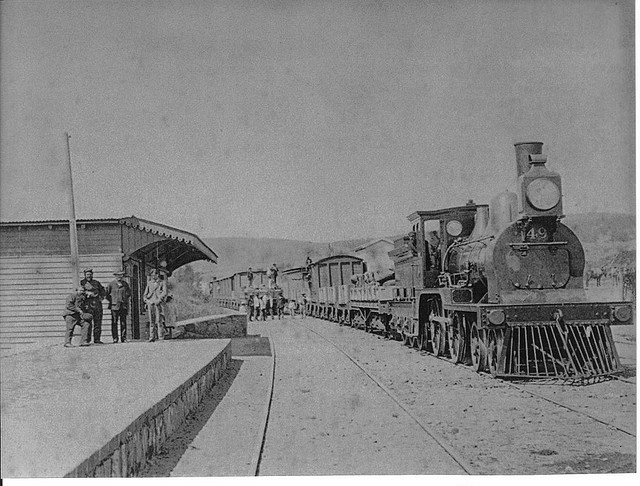
Villa Alemana in 1880
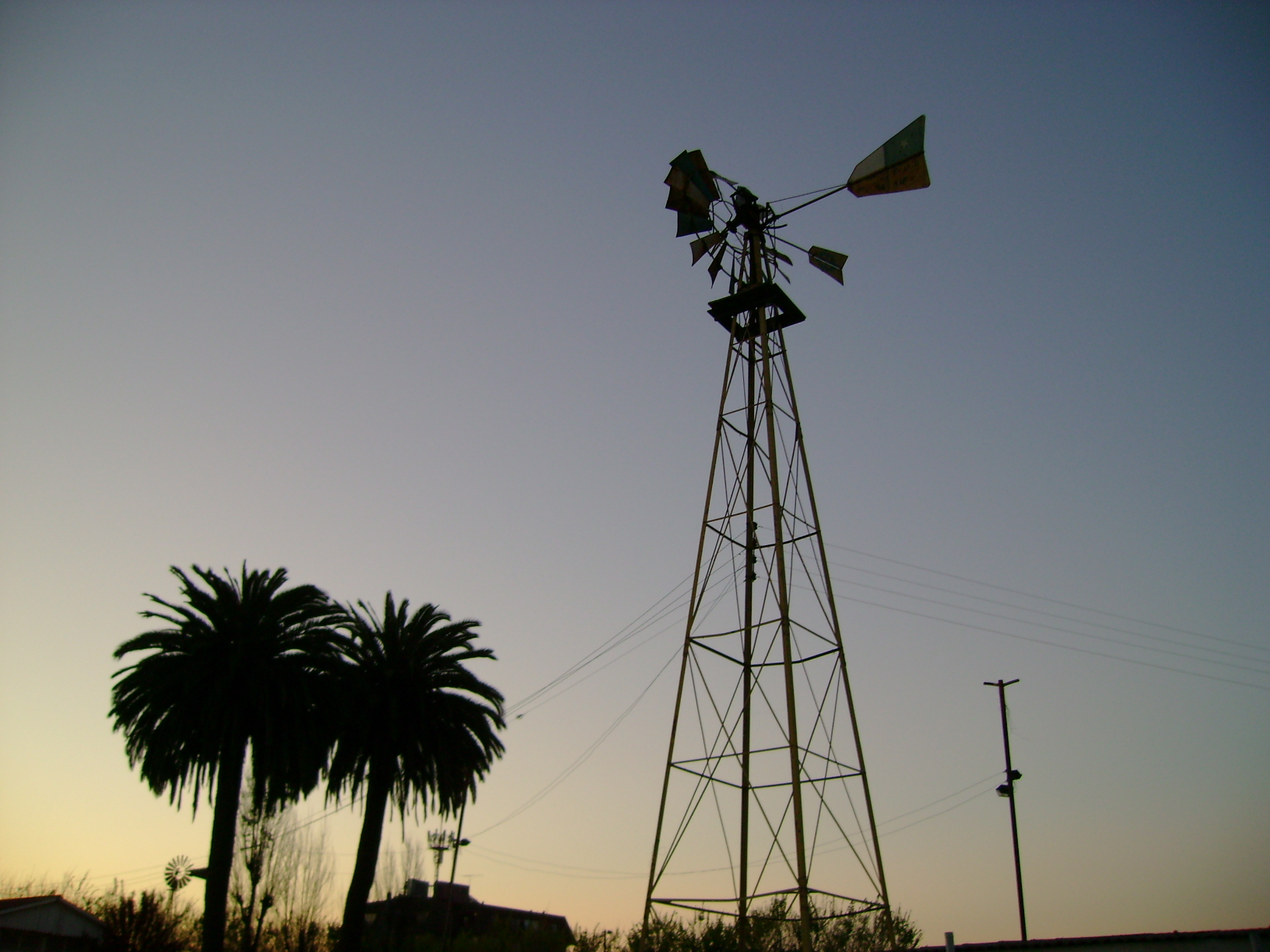
Villa Alemana
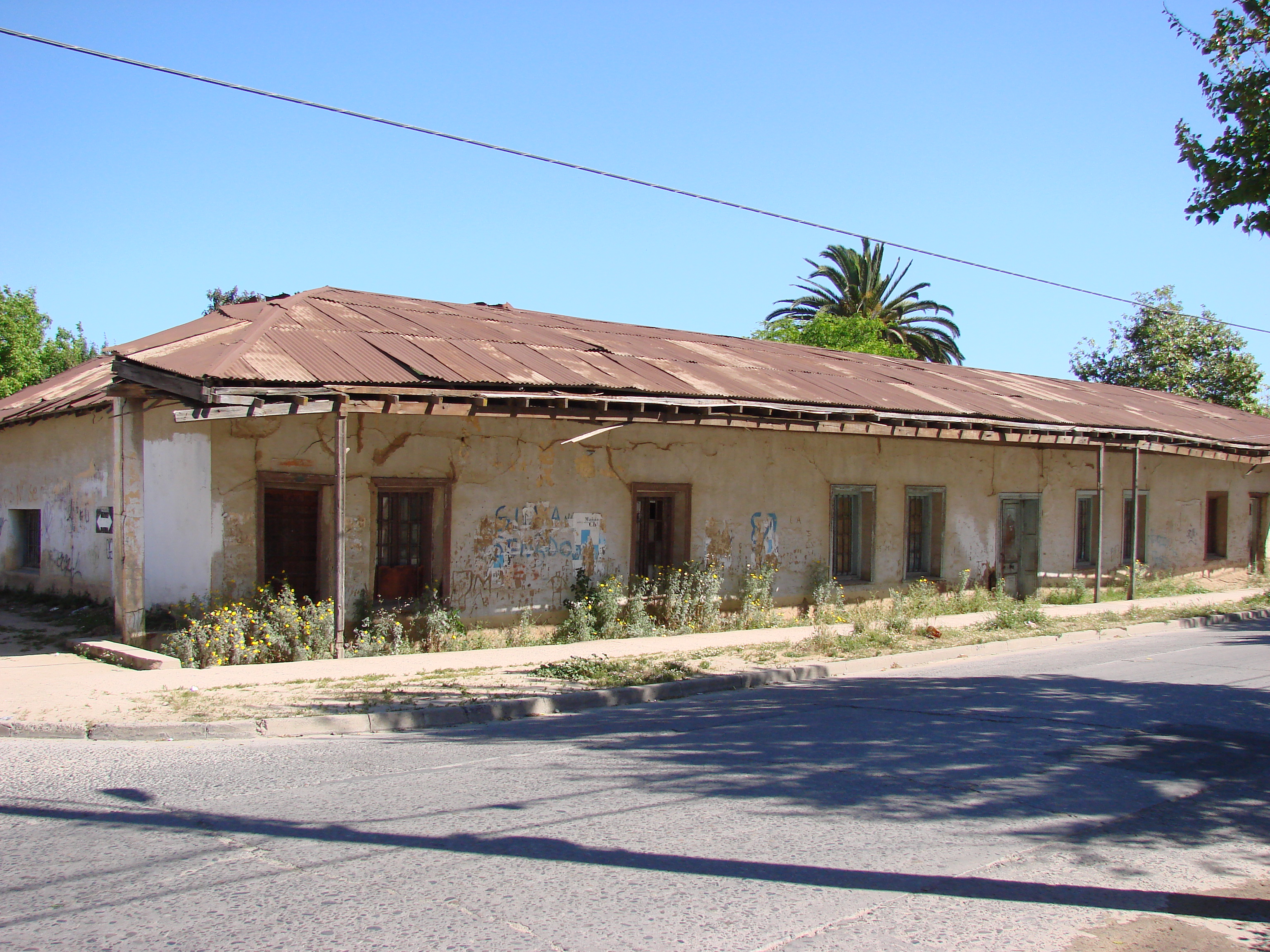
Huizen in Villa Alemana
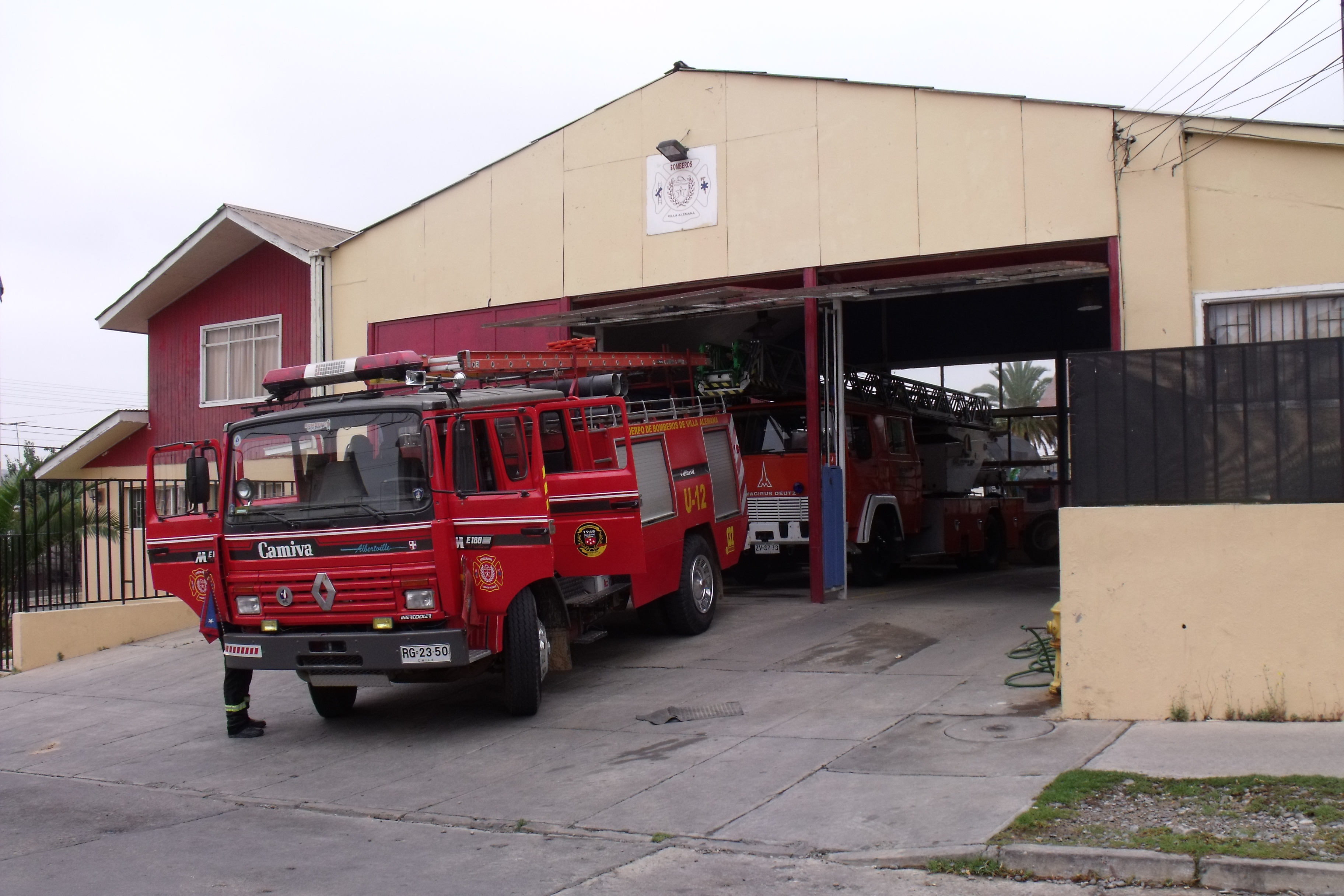
Brandweer van Villa Alamana